# Oad Street
Oad Street est un hameau anglais du borough de Swale situé dans le comté du Kent.